# Leo Express
Leo Express es una empresa ferroviaria de la República Checa participada en un 50% por Renfe. Utiliza una librea negra y dorada en todos sus vehículos.  
Cuenta con cinco unidades de Stadler FLIRT, y tiene pedidas otras tres unidades eléctricas múltiples a CRRC Zhuzhou Locomotive que podrían ampliarse a 30 unidades más. 
En diciembre de 2022 cerró una operación de arrendamiento con Renfe Alquiler de Material Ferroviario de veintiún trenes diésel del modelo Coradia Lint 41 para operar el ‘Tren del Danubio’, entre Bratislava y Komárno, cuya concesión de servicio le fue adjudicada para el periodo entre diciembre de 2023 y diciembre de 2032.

## Historia
Fundada en 2010 por Leoš Novotný, comenzó a operar en la línea Praga-Ostrava-Bohumín en 2012, ampliando sus servicios a 30 ciudades de Chequia, Eslovaquia y Polonia posteriormente. En 2021 la empresa pública española Renfe adquirió el 50% de la sociedad. La entrada de Renfe en la sociedad se produjo a través de una ampliación de capital del 50% que fue asumida por Renfe.